# Om Chol-song
Om Chol-song ((엄철성?, 嚴哲成?); 12 novembre 1992) è un calciatore nordcoreano, attaccante dell'April 25 e della Nazionale nordcoreana.

## Carriera

### Nazionale
Ha esordito in Nazionale nel 2014.